# Château de la Bossivière
Le château de la Bossivière, situé sur la commune de Bierné-les-Villages à Argenton-Notre-Dame, le domaine de la Bossivière fut autrefois une terre noble. Il possédait un logis seigneurial. Construït en tuffeau, le château n'a pu résister à l'outrage des ans et du temps. Il se dressait à proximité d'une ferme située sur la commune d'Argenton, à cet endroit où nous découvrons un petit sanctuaire construit avec les pierres des anciennes ruines.
Le château présentait une partie ancienne qui se composait d'une aile flanquée d'une tour hexagonale à la base. Grâce à l'encorbellement des angles, cette tour avait une forme carrée à l'étage. Les fenêtres étaient ornées de sculptures de la Renaissance. Le corps principal du logis datait du XIIIe ; les trumeaux de ses cheminées décorées ne possédaient pas d'armoiries.
Mme Françoise de Bonneau, veuve de Thomas Rallier, sieur de la Tertinière et prévôt provincial de la maréchaussée de Château-Gontier, résidait à la Bossivière vers 1740. Mme Chotard y donna asile, pendant la Terreur, à Pierre Maline, curé de Ménil. Louise-Olympe Rallier de la Tertinière épousa René-Emery Déan, seigneur de Luigné le 24 janvier 1757. À cette époque, sa famille comptait 2 fils : René-Toussaint et Etienne-Thomas et 3 filles : Catherine-Madeleine, Françoise-Olympe et Louise-Aimée. Mme Déan et ses 3 filles habitaient donc la Boissivière pendant la Révolution ; elles donnèrent asile aux prêtres non assermentés de toute la région. Trahies par un homme qu'elles avaient secouru, les 4 femmes et le vicaire de Contigné - qui se trouvait ce jour-là en leur compagnie - furent arrêtés par les gardes nationaux de Saint-Laurent-des-Mortiers, le 22 novembre 1793, le tribunal révolutionnaire condamna à mort le vicaire de Contigné le 5 janvier 1794. On transféra Mme Déan et ses filles à la prison de Château-Gontier puis au Calvaire d'Angers où elles subirent l'interrogatoire de Morin et de Ruffin, le 25 janvier 1794. On fusilla la mère et sa fille aînée au Champ-des-Martyrs, le 1er février. Le 31 mars, les mêmes commissaires condamnèrent les sœurs à la guillotine mais la dissolution de la commission les sauva définitivement. Elles se fixèrent dans la paroisse de la Trinité d'Angers. Françoise-Olympe fonda une école de charité pour les jeunes ; Louise-Aimée épousa Mr de la Chapelle, Chevalier de Saint-Louis.
Un monument situé en bordure de la route de Coudray à Argenton a été élevé en souvenir de Mme Déan de Luigné et du château.